# Football Club Imabari
 (septembre 2021).
Si vous disposez d'ouvrages ou d'articles de référence ou si vous connaissez des sites web de qualité traitant du thème abordé ici, merci de compléter l'article en donnant les références utiles à sa vérifiabilité et en les liant à la section « Notes et références ».
Maillots
Actualités
Le Football Club Imabari (FC今治) est un club de football japonais basé à Imabari, dans la préfecture d'Ehime. Il joue en J2 League.

## Histoire
Le club est fondé en 1976 et se voit promu dans la Ligue de football de Shikoku en 2001.
De 2009 à 2011, le club constitue l'équipe réserve de l'Ehime FC. Après une nouvelle scission, la majorité des parts du FC Imabari est rachetée par l'ancien entraîneur du Japon Takeshi Okada en 2014.
En février 2016, le club fait un autre pas en avant vers la J. League, puisque la JFA reconnaît les clubs J. League Hundred Year Vision. En novembre, le club remporte la série de promotion régionale et se voit promu dans la Ligue japonaise de football. Lors de sa première saison dans la JFL, le club inaugure son nouveau stade et obtient une licence en J3 League pour la saison 2018.
En 2019, après avoir terminé 3e de la JFL, le FC Imabari est promu pour la première fois dans les rangs professionnels de J3 League.

## Palmarés
| Compétitions nationales                                                 | Compétitions internationales |
| - Championnat du Japon de troisième division (0) - Vice-champion : 2024 | - Néant                      |

## Joueurs et personnalités du club

### Entraîneurs
Le tableau suivant présente la liste des entraîneurs du club depuis 2012.
| Rang | Nom                | Période   |
| ---- | ------------------ | --------- |
| 1    | Takahiro Kimura    | 2012-2016 |
| 2    | Hirofumi Yoshitake | 2016-2018 |
| 3    | Naoto Kudo         | 2018-2019 |

| Rang | Nom               | Période   |
| ---- | ----------------- | --------- |
| 4    | Takeshi Ono       | 2019-2020 |
| 5    | Lluís Planagumà   | 2020-2021 |
| 6    | Kazuaki Hashikawa | 2021      |

| Rang | Nom               | Période   |
| ---- | ----------------- | --------- |
| 7    | Keiichiro Nuno    | 2021      |
| 8    | Kazuaki Hashikawa | 2021-2023 |

| Rang | Nom         | Période |
| ---- | ----------- | ------- |
| 9    | Riki Takagi | 2023    |
| 10   | Naoto Kudo  | 2023-   |

## Bilan saison par saison
Ce tableau présente les résultats par saison du FC Imabari dans les diverses compétitions nationales et internationales depuis la saison 2020.
| Saison | Championnat | Championnat | Championnat | Championnat | Championnat | Championnat | Championnat | Championnat | Championnat | Championnat | Coupe du Japon | Coupe de la Ligue |
| Saison | Division    | Pos         | Pts         | J           | V           | N           | D           | BP          | BC          | Diff.       | Coupe du Japon | Coupe de la Ligue |
| ------ | ----------- | ----------- | ----------- | ----------- | ----------- | ----------- | ----------- | ----------- | ----------- | ----------- | -------------- | ----------------- |
| 2020   | J3 League   | 7e          | 55          | 34          | 15          | 10          | 9           | 39          | 27          | +12         | -              | -                 |
| 2021   | J3 League   | 11e         | 30          | 28          | 7           | 9           | 12          | 34          | 33          | +1          | 2e tour        | -                 |
| 2022   | J3 League   | 5e          | 60          | 34          | 18          | 6           | 10          | 55          | 40          | +15         | 1er tour       | -                 |
| 2023   | J3 League   | 4e          | 59          | 38          | 16          | 11          | 11          | 54          | 42          | +12         | 2e tour        | -                 |
| 2024   | J3 League   | 2e          | 73          | 38          | 22          | 7           | 9           | 62          | 38          | +24         | 1er tour       | 1er tour          |
| Saison | Division    | Pos         | Pts         | J           | V           | N           | D           | BP          | BC          | Diff.       | Coupe du Japon | Coupe de la Ligue |
| Saison | Championnat |             |             |             |             |             |             |             |             |             | Coupe du Japon | Coupe de la Ligue |